# Титанозавриформы
Титанозавриформы (лат. Titanosauriformes) — крупная клада ящеротазовых динозавров из инфраотряда завропод, обитавших с юрского по меловой период (около 171,6—66,0 миллионов лет назад) на всех континентах планеты.
На 2012 год было признано 90 валидных родов. Некоторые из них известны по полным скелетам и онтогенетическим сериям, однако большинство из названных таксонов описаны по фрагментарным остаткам. Несмотря на неоднородный характер большей части их летописи окаменелостей, в эволюционной истории титанозавриформ очевидны несколько закономерностей, включая тенденцию к уменьшению размера зубов, развитие "широкой" походки, а также несколько эпизодов гигантизма и карликовости. Более производные титанозавриформы — представители клады Lithostrotia — характеризуются рядом апоморфий, которые могут показаться нелогичными для гигантских животных, включая отсутствие окостенения запястья и фаланг пальцев, повышенную пневматичность скелета и развитие крупных остеодерм.

## Эволюция
Летопись окаменелостей показывает, что группа возникла до начала фрагментации Пангеи в юрском периоде. Самые ранние известные находки относятся к поздней юре (поздний оксфорд), хотя ископаемые следы указывают на среднеюрское происхождение. Разнообразие увеличивалось на протяжении всей поздней юры, и титанозавриформы не подверглись серьезному вымиранию на границе юры и мела, в отличие от диплодоцид и неозавропод. Окончательный распад Пангеи и её раскол на большие континенты совпали с началом диверсификации титанозавриформ в раннем мелу. Разнообразие увеличилось в времена баррема—альба в результате радиации производных клад Somphospondyli и Lithostrotia. Группа достигает пика разнообразия, однако на границе альба—сеномана произошло серьезное падение (до 40%) численности видов, что повлекло за собой смену фауны, в результате которой базальные титанозавриформы были заменены производными титанозаврами, представляя собой единственную кладу завропод, которая сохранялась до самого конца мелового периода (мел-палеогеновое вымирание).

## История изучения
Начиная с 2000-х годов количество новых видов титанозавриформ резко увеличилось. Основная часть новых открытий была сделана в Азии и Южной Америке, но также было обнаружено несколько североамериканских, африканских и австралийских форм. Однако их палеобиогеография оставалась малоизученной и в основном документировалась на южных континентах, особенно в Южной Америке. Пересмотр существующих остатков, а также новые находки окаменелостей из Северной Америки, Европы и Азии в 2013—2014 годах показали, что титанозавриформы были более разнообразны на северных континентах, хотя их число, особенно титанозавров, известных с южных континентов, все еще в подавляющем большинстве случаев больше, чем на северных континентах.

## Классификация
Клада была впервые определена в 1997 году аргентинским палеонтологом Леонардо Сальгадо как группа, состоящая из последнего общего предка Brachiosaurus brancai, Chubutisaurus insignis', Titanosauria и всех его потомков. Поскольку Chubutisaurus представлен достаточно фрагментарным материалом, в 1998 году Джеффри Уилсон и Пол Серено дали новое определение: группа, включающая последнего общего предка Saltasaurus и Brachiosaurus и всех его потомков. В 2005 году Серено сделал определение более формальным, добавив названия видов: Brachiosaurus brancai и Saltasaurus loricatus. В 2009 году Майкл Тейлор заменил B. brancai на B. althhorax в соответствии с правилом Международного кодекса филогенетической номенклатуры (PhyloCode) об использовании в определениях только типовых видов рода.
Группа Macronaria
- Клада Titanosauriformes
  - Род Astrodon
  - Род Baotianmansaurus
  - Род Chubutisaurus[6]
  - Род Daxiatitan
  - Род Dongyangosaurus
  - Род Duriatitan
  - Род Fushanosaurus
  - Род Fukuititan
  - Род Fusuisaurus
  - Род Lapparentosaurus
  - Род Ornithopsis
  - Род Pelorosaurus
  - Род Pleurocoelus
  - Род Titanosaurimanus
  - Род Wintonotitan
  - Семейство Brachiosauridae
  - Семейство Huanghetitanidae
  - Клада Somphospondyli
    - Род Angolatitan
    - Род Arkharavia
    - Род Brontomerus
    - Род Sibirotitan[7]
    - Семейство Euhelopodidae
    - Клада Titanosauria
      - Семейство Andesauridae
      - Семейство Antarctosauridae
      - Семейство Nemegtosauridae
      - Семейство Saltasauridae
      - Семейство Titanosauridae

### Кладограмма
Ниже приведена кладограмма, выполненная палеонтологом Полом Апчёрчем и его коллегами в 2004 году и показывающая внутреннюю систематику неозавропод:

|  | Diplodocidae     |
|  |                  |
|  | Dicraeosauridae  |
|  |                  |
|  | Rebbachisauridae |
|  |                  |

|                   | Camarasauridae                                                   |
|                   |                                                                  |
| Titanosauriformes | \| \| Brachiosauridae \| \| \| \| \| \| Titanosauria \| \| \| \| |
|                   | \| \| Brachiosauridae \| \| \| \| \| \| Titanosauria \| \| \| \| |
|                   | Brachiosauridae                                                  |
|                   |                                                                  |
|                   | Titanosauria                                                     |
|                   |                                                                  |

|  | Brachiosauridae |
|  |                 |
|  | Titanosauria    |
|  |                 |

|  | Diplodocidae     |
|  |                  |
|  | Dicraeosauridae  |
|  |                  |
|  | Rebbachisauridae |
|  |                  |

|                   | Camarasauridae                                                   |
|                   |                                                                  |
| Titanosauriformes | \| \| Brachiosauridae \| \| \| \| \| \| Titanosauria \| \| \| \| |
|                   | \| \| Brachiosauridae \| \| \| \| \| \| Titanosauria \| \| \| \| |
|                   | Brachiosauridae                                                  |
|                   |                                                                  |
|                   | Titanosauria                                                     |
|                   |                                                                  |

|  | Brachiosauridae |
|  |                 |
|  | Titanosauria    |
|  |                 |